# Odean Skeen
Odean Skeen (ur. 28 sierpnia 1994) – jamajski lekkoatleta specjalizujący się w biegach sprinterskich.
Trzykrotny złoty medalista (w biegach na 100 i 200 metrów oraz sztafecie 4 × 100 metrów) mistrzostw Ameryki Środkowej i Karaibów juniorów młodszych z 2010. W tym samym sezonie zdobył dwa złote medale (w biegu na 100 metrów oraz wraz z kolegami z zespołu obu Ameryk w sztafecie szwedzkiej) igrzyskach olimpijskich młodzieży. Był członkiem sztafety jamajskiej 4 × 100 metrów, która w 2010 zdobyła w Moncton wicemistrzostwo świata juniorów. Bez większych sukcesów startował na mistrzostwach świata juniorów młodszych w 2011. Podczas juniorskich mistrzostw świata w 2012 zdobył brązowy medal w biegu na 100 metrów oraz srebrny w sztafecie 4 × 100 metrów.
Wielokrotnie stawał na podium CARIFTA Games. Medalista mistrzostw NCAA.
Rekordy życiowe: bieg na 100 metrów – 9,98 (22 kwietnia 2017, Auburn); bieg na 200 metrów – 20,84 (5 kwietnia 2010, George Town).